# Neil Tarrant
Neil Tarrant (Darlington, 24 giugno 1979) è un ex calciatore scozzese, di ruolo attaccante.

## Carriera

### Club
Tarrant giocò per il Darlington, prima di passare agli Shamrock Rovers. Successivamente militò nel Ross County, prima di essere ingaggiato dall'Aston Villa. I Villans lo prestarono prima all'Ayr United, poi allo York City e infine al Motherwell, cedendolo in seguito a titolo definitivo al Ross County.
Tarrant giocò poi per il Boston United, prima di accordarsi con il Barrow. Nel 2003, si trasferì ai norvegesi del Raufoss. Esordì nella 1. divisjon in data 24 agosto, sostituendo Christian Johnsen nella vittoria per 2-7 sul campo dello Start, partita in cui realizzò anche una rete. Nel 2004, fece ritorno al Barrow. In seguito, militò nel Workington, nel Gateshead e nel Newcastle Blue Star.

### Nazionale
Conta 4 presenze per la Scozia under 21.